# 1866 год в театре

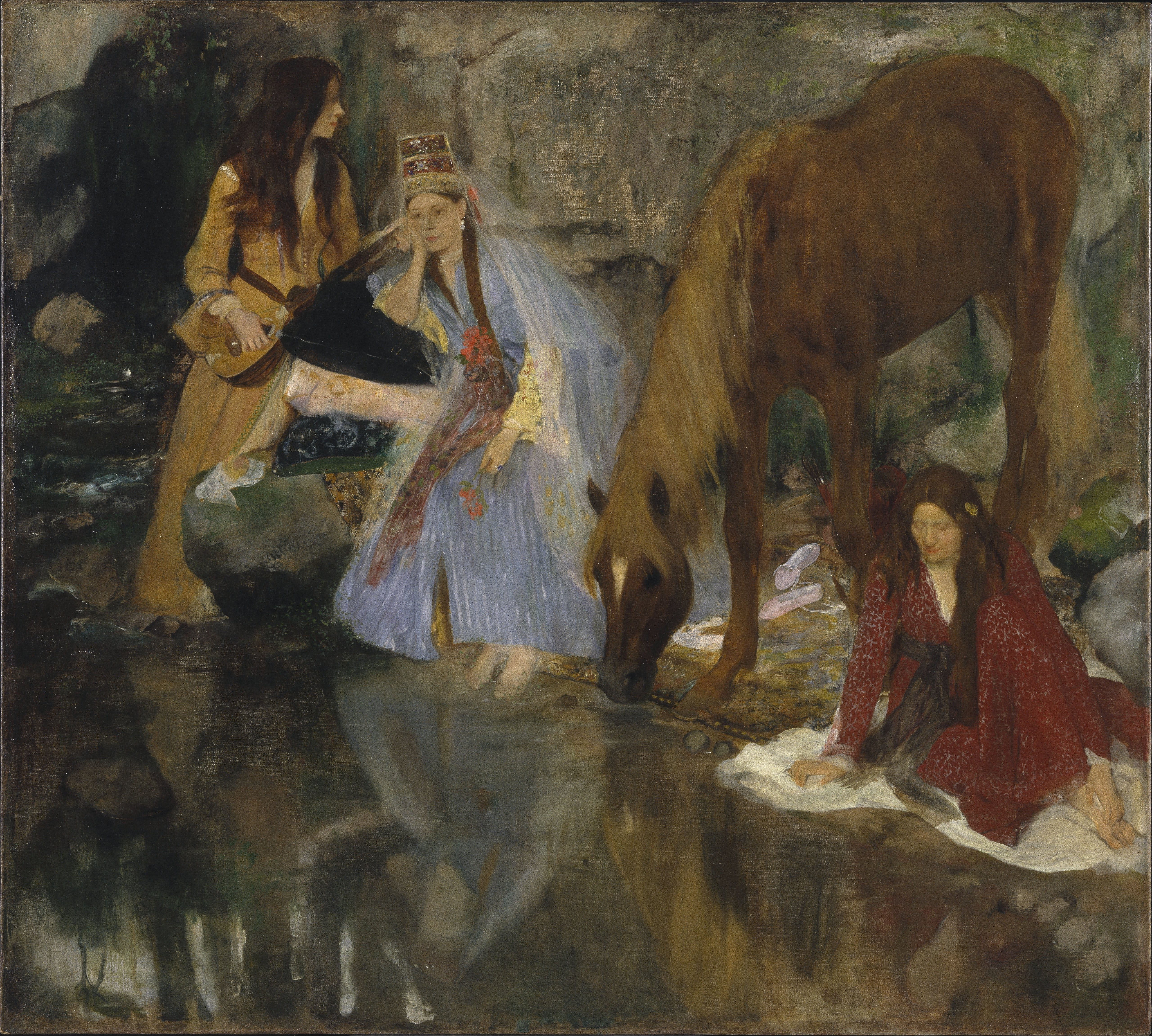
Эдгар Дега. Портрет мадемуазель Фиокр в балете «Ручей», ок. 1867—1868

1866 год в театре

## События
- Январь — газета «Санкт-Петербургские ведомости» опубликовала новую пьесу А. Н. Островского «Пучина».

### Постановки
- В Малом театре поставлена пьеса «Проделки Скапена».
- 27 января — во Франкфурте состоялась премьера оперы В. А. Моцарта «Заида».
- 20 апреля — в Малом театре состоялась премьера пьесы А. Н. Островского «Пучина»[1].
- 12 ноября — в Париже, на сцене театра Ле Пелетье состоялась премьера балета Артура Сен-Леона «Ручей[англ.]» (музыка Людвига Минкуса и Лео Делиба, главные партии исполняли Луи Мерант, Гульельмина Сальвиони, Эжени Фиокр[англ.] и Жан Коралли).

## Деятели театра

### Родились
- 27 января (8 февраля), Гродно — Леон Бакст, русский художник, сценограф, оформитель театрально-художественных проектов С. П. Дягилева.
- 7 марта — Пауль Эрнст, немецкий драматург
- 13 апреля — Александр Ахметели, театральный режиссёр, народный артист Грузинской ССР (расстрелян в 1937-м).
- 21 июня, Москва — Мария Лилина, актриса МХТ, Народная артистка РСФСР (1933).
- 17 (29) июня — Владимир Степанов, артист балета Мариинского театра, создатель собственной системы записи танца[фр.].
- 1 июля — Стаава Хаавелинна, финская театральная актриса. Лауреат высшей государственной награды Финляндии для деятелей искусств Pro Finlandia.
- 29 сентября — Зофья Чаплиньская, польская актриса театра и кино.
- 11 октября — Карлос Арничес-и-Баррера, испанский писатель, либреттист и драматург.
- 22 октября — Аглае Прутяну, румынская и молдавская театральная актриса.
- 6 ноября — Ваан Миракян, армянский советский поэт и драматург.

### Скончались
- 1 марта — Йозеф Ян Странский-Шемерер, чешский театральный деятель, актёр театра, режиссёр.
- 6 мая — Иоган Бёрьессон, шведский драматург, писатель, поэт.